# 시우 (프로게이머)
시우(본명: 전시우, 2007년 11월 24일 ~ )는 대한민국의 리그 오브 레전드 프로게이머로 아이디는 Siwoo이다. 포지션은 탑이다. 현재 Dplus KIA 소속이다.

## 선수 생활
2022년 6월, DWG KIA Youth에 입단하면서 커리어를 시작했다.
2024시즌을 앞두고 Dplus KIA 2군으로 콜업되면서 프로 커리어를 시작했다. 스프링 준우승, 서머 준우승을 달성했으며 서머 LCK CL 올프로팀 탑 라이너로 선정되었다. LCK 2번 시드 자격으로 진출한 ASCI 2024에서 3위를 달성했다.
2025시즌을 앞두고 Dplus KIA 1군으로 콜업되었다.

## 소속팀
| # | 팀명          | 소속 기간               | 소속 리그 | 비고 |
| - | ------------- | ----------------------- | --------- | ---- |
| 1 | DWG KIA Youth | 2022.06.15 ~ 2023.12.14 | 아마추어  |      |
| 2 | Dplus KIA     | 2023.12.14 ~            | LCK       |      |

## 수상 내역
- 2024 LCK 챌린저스 리그 스프링 준우승
- 2024 LCK 챌린저스 리그 서머 준우승
- 아시아 스타 챌린저스 인비테이셔널 2024 3위